# Premier ministre des Îles Salomon
Le Premier ministre est le chef du gouvernement des Îles Salomon.
La fonction de Premier ministre est établie par la Constitution adoptée en vue de l'indépendance du pays en 1978. Les institutions politiques du pays reposent sur le système de Westminster, où le Premier ministre dirige le pays tant qu'il bénéficie d'une majorité au Parlement, et où le monarque et son représentant, le Gouverneur général, ont des fonctions cérémonielles.
En accord avec la Constitution, le Premier ministre est élu par le Parlement parmi ses membres. Il nomme ses ministres parmi les députés. Il peut être démis par une motion de confiance au Parlement. En outre, s'il perd son siège de député, il perd également son poste de Premier ministre - ce qui est une incorporation à la Constitution d'une convention constitutionnelle britannique. Son mandat, s'il n'est pas démis, est celui de la législature, c'est-à-dire quatre ans.
En pratique, il est fréquent que le Premier ministre soit démis en cours de mandat. L'absence de grands partis politiques signifie qu'aucun parti ne peut obtenir une majorité de sièges au Parlement, et que ce dernier est généralement composé de députés sans étiquette aux côtés de nombreux petits partis avec un faible nombre de sièges. En conséquence, les majorités sont formées par des coalitions instables, et les motions de confiance faisant chuter les gouvernements sont fréquentes au gré d'alliances fluctuantes.

## Liste
Les personnes suivantes ont exercé la fonction de Premier ministre des Îles Salomon.
| No | Nom                   | Début mandat      | Fin mandat        | Parti                                                     | Notes |
| -- | --------------------- | ----------------- | ----------------- | --------------------------------------------------------- | ----- |
| 1  | Sir Peter Kenilorea   | 7 juillet 1978    | 31 août 1981      | Parti uni des Îles Salomon                                |       |
| 2  | Solomon Mamaloni      | 31 août 1981      | 19 novembre 1984  | Parti de l'Alliance populaire                             |       |
| 3  | Sir Peter Kenilorea   | 19 novembre 1984  | 1er décembre 1986 | Parti uni des Îles Salomon                                |       |
| 4  | Ezekiel Alebua        | 1er décembre 1986 | 28 mars 1989      | Parti uni des Îles Salomon                                |       |
| 5  | Solomon Mamaloni      | 28 mars 1989      | 18 juin 1993      | Parti de l'Alliance populaire                             |       |
| 6  | Francis Billy Hilly   | 18 juin 1993      | 7 novembre 1994   | sans étiquette                                            |       |
| 7  | Solomon Mamaloni      | 7 novembre 1994   | 27 août 1997      | Groupe pour l'Unité nationale et la Réconciliation        |       |
| 8  | Bartholomew Ulufa'alu | 27 août 1997      | 30 juin 2000      | Parti libéral des Îles Salomon                            |       |
| 9  | Manasseh Sogavare     | 30 juin 2000      | 17 décembre 2001  | Parti progressiste populaire                              |       |
| 10 | Sir Allan Kemakeza    | 17 décembre 2001  | 20 avril 2006     | Parti de l'Alliance populaire                             |       |
| 11 | Snyder Rini           | 20 avril 2006     | 4 mai 2006        | Association des députés indépendants                      |       |
| 12 | Manasseh Sogavare     | 4 mai 2006        | 20 décembre 2007  | Parti du Crédit social des Îles Salomon                   |       |
| 13 | Derek Sikua           | 20 décembre 2007  | 25 août 2010      | Parti libéral des Îles Salomon                            |       |
| 14 | Danny Philip          | 25 août 2010      | 16 novembre 2011  | Parti démocrate réformé                                   |       |
| 15 | Gordon Darcy Lilo     | 16 novembre 2011  | 9 décembre 2014   | sans étiquette                                            |       |
| 16 | Manasseh Sogavare     | 9 décembre 2014   | 15 novembre 2017  | sans étiquette                                            |       |
| 17 | Rick Houenipwela      | 15 novembre 2017  | 24 avril 2019     | Parti démocrate                                           |       |
| 18 | Manasseh Sogavare     | 24 avril 2019     | 2 mai 2024        | Parti de la propriété, de l'unité et de la responsabilité |       |
| 19 | Jeremiah Manele       | 2 mai 2024        | en fonction       | Parti de la propriété, de l'unité et de la responsabilité |       |